# 詹姆斯·拉斯特
詹姆斯·拉斯特（德語：James Last，1929年4月17日—2015年6月9日），原名“汉斯·拉斯特（德語：Hans Last）”，德国作曲家、大乐队指挥、轻音乐大师，其创立的詹姆斯·拉斯特樂團与法国波爾瑪麗亞樂團、英国曼陀瓦尼樂團并称为三大轻音乐乐团。
拉斯特出生于不莱梅，1946年进入当地交响乐团。1948年，他组建了自己的乐团，1955年乐团解散后，他投入宝丽金旗下，并组织了詹姆斯·拉斯特乐团。他致力于将古典音乐改编为晚会休闲音乐，取得了很大成功。
生前，他往来于佛罗里达和德国之间，他於美國時間2015年6月9日病逝於佛羅里達家中，公祭定在數周後於德國漢堡舉行。